# Micro-région de Veszprém
La micro-région de Veszprém (en hongrois : veszprémi kistérség) est une micro-région statistique hongroise rassemblant plusieurs localités autour de Veszprém.